# Adolf z Alteny
Adolf z Alteny (ur. ok. 1157, zm. 15 kwietnia ok. 1220) – arcybiskup Kolonii i książę-elektor Rzeszy w latach 1193–1205 i 1212–1216 pochodzący z rodu hrabiów Bergu.

## Życiorys
Adolf był trzecim synem hrabiego Bergu-Alteny Eberharda I i Adelajdy z Arnsbergu. Pochodził z rodziny hrabiów Bergu, której trzech przedstawicieli w XII w. pełniło funkcję arcybiskupów Kolonii (w tym dwóch stryjów Adolfa). W 1177 został kanonikiem kapituły katedralnej w Kolonii, w 1183 dziekanem katedralnym, a w 1191 zastąpił swego wybranego na arcybiskupa stryja Brunona jako prepozyt kapituły katedralnej. W latach 80. i 90. XII w. pełnił rolę pośrednika w sporach między arcybiskupami (Filipem z Heinsbergu, a następnie Brunonem) w ich sporach z władcami Niemiec. Gdy w 1193 Bruno zrezygnował z funkcji arcybiskupa, Adolf został wybrany na jego następcę. 26 marca 1194 otrzymał święcenia kapłańskie, a dzień później został wyświęcony na biskupa.
Po objęciu urzędu podjął starania o uwolnienie więzionego przez cesarza Henryka VI króla Anglii Ryszarda Lwie Serce, a gdy ten został uwolniony, podjął go uroczyście w Kolonii i obiecał mu wsparcie przeciwko Francji. W zamian otrzymał m.in. przywileje dla kupców kolońskich w Anglii. W kolejnych latach odmówił wyboru rocznego wówczas Fryderyka II, syna Henryka VI na króla rzymskiego, a potem, z powodu jego odmowy zrzeczenia się praw do elekcji króla rzymskiego, nie powiódł się plan Henryka VI wprowadzenia dziedziczności tronu niemieckiego. Dopiero w 1197 Adolf uznał wcześniejszy wybór Fryderyka na króla i złożył mu przysięgę wierności, jednak po śmierci Henryka VI, która nastąpiła kilka tygodni później, ogłosił, że wybór Fryderyka był nieważny.
Po tym, gdy część elektorów bez udziału Adolfa wybrała na króla brata Henryka VI, Filipa Szwabskiego, Adolf, który dysponował także drugim głosem elektorskim odkupionym od arcybiskupa Trewiru, ogłosił wybór Ottona IV z Brunszwiku z konkurencyjnego wobec Hohenstaufów rodu Welfów. Wybór ten był po myśli mieszczan kolońskich z uwagi na bliskie związki Ottona z Anglią, z którą także Kolonia utrzymywała ważne kontakty handlowe. Adolf ubiegł Hohenstaufów, koronując w lipcu 1198 Ottona w tradycyjnym miejscu koronacji królów rzymskich, Akwizgranie (koronacja Filipa odbyła się w Moguncji).
Mimo wezwań papieża Innocentego III do pokoju trwała wojna, w wyniku której obie strony pustoszyły dobra arcybiskupa. W 1201 papież opowiedział się po stronie Ottona. Mimo papieskich nacisków, aby Adolf także wspierał Ottona w 1204 Adolf przeszedł na stronę przeważających wówczas Hohenstaufów. Ogłosił ponowny wybór Filipa na króla i w styczniu 1205 koronował go w Akwizgranie. Czyn ten oznaczał zerwanie z papieżem i w maju 1205 Adolf został ekskomunikowany i pozbawiony urzędu. Wrogie wobec arcybiskupa było także sprzyjające Ottonowi mieszczaństwo Kolonii. Nowym arcybiskupem został mianowany Bruno z Sayn i Adolf rozpoczął kilkuletnią wojnę przeciwko niemu. Sytuację Adolfa pogorszyła śmierć Filipa w 1208, wskutek czego ostatecznie ustąpił.
Gdy jednak doszło do konfliktu między Ottonem a papieżem, Innocenty III złożył z urzędu następcę zmarłego w międzyczasie Brunona, Dytryka z Hengebach i przywrócił na stanowisko arcybiskupa Adolfa. Jego pozycja była jednak bardzo słaba. Podczas koronacji królewskich Fryderyka II Hohenstaufa w 1212 i 1215 musiał ustąpić przysługującego mu prawa koronacji na rzecz arcybiskupa Moguncji. W 1216 ustąpił z urzędu. Jego następcą został jego kuzyn Engelbert z Bergu.